# Martin Vahl
Martin Henrichsen Vahl (Bergen, 10 ottobre 1749 – Copenaghen, 24 dicembre 1804) è stato un botanico e zoologo norvegese naturalizzato danese.

## Biografia
Ha studiato botanica a Copenaghen ed a Uppsala sotto Carl von Linné. Ha curato Flora Danica, fasc. XVI-XXI (1787-1799), Symbolæ Botanicæ I-III (1790-1794), Eclogæ Americanæ I-IV (1796-1807) e Enumeratio Plantarum I-II (1804-1805). Dal 1782 al 1779 ha insegnato all'Orto botanico di Copenaghen.
Ha fatto diversi viaggi di ricerca in Europa e nel Nordafrica tra il 1783 e il 1788. È diventato professore presso la Naturhistorieselskabet (Società per la storia naturale) a Copenaghen nel 1786 ed ha insegnato botanica all'Università di Copenaghen dal 1801 alla sua morte.
Suo figlio, Jens Laurentius Moestue Vahl (1796–1854), fu anch'egli un botanico.
| Vahl è l'abbreviazione standard utilizzata per le piante descritte da Martin Vahl. Consulta l'elenco delle piante assegnate a questo autore dall'IPNI. |

| Vahl è l'abbreviazione standard utilizzata per le specie animali descritte da Martin Vahl. Categoria:Taxa classificati da Martin Vahl |